# Zhao Chang
Zhao Chang (traditioneel Chinees: 趙昌; fl. 10e eeuw) was een Chinees kunstschilder uit de Song-periode. Zijn omgangsnaam was Changzhi (昌之).
Zhao was geboren in Chengdu in Sichuan. Hij was een leerling van de vogel- en bloemschilder Teng Changyou (fl. 907–920). Ook maakte hij een studie van de schilderwerken van Xu Chongsi, de kleinzoon van Xu Xi.
Zhao is met name bekend om zijn afbeeldingen van bloemen en insecten. Naar verluidt ging hij elke ochtend op pad om de bedauwde bloemen vast te leggen, een methode die hij "schetsen naar het leven" noemde.
- Union List of Artist Names: 500125729
- Virtual International Authority File: 96608769